# Cloud gaming
Cloud gaming, ibland kallat gaming on demand, är en teknik som används för att spela datorspel utan att spelaren behöver ladda ner eller installera spelet lokalt på sin enhet. Istället körs spelet på kraftfulla servrar som ägs och underhålls av spelleverantören. Spelupplevelsen strömmas till spelarens enhet via en app eller webbläsare, och spelarens kommandon skickas tillbaka till servern i realtid. Denna teknik kräver en snabb och stabil internetuppkoppling för att minimera förseningar och bibehålla hög kvalitet på grafik och ljud.

## Funktion och användning
För att använda cloud gaming behöver spelaren inte en kraftfull dator eller spelkonsol. Istället kan enklare enheter som en smart-TV, en streamingenhet eller en bärbar dator användas. Spelaren ansluter en USB- eller Bluetooth-kontroll direkt till sin enhet och kan börja spela genom att ansluta till spelleverantörens plattform. Tekniken gör det möjligt att spela avancerade och grafiktunga spel på enheter som annars inte skulle klara av att köra dessa spel lokalt.

## Historia och utveckling
Cloud gaming har funnits som koncept sedan början av 2000-talet, men det var först under 2010-talet som tekniken började bli kommersiellt tillgänglig. Ett av de mest uppmärksammade initiativen var lanseringen av Google Stadia år 2019, som byggde helt på cloud gaming-teknologi. Stadia erbjöd spelare möjligheten att strömma spel i upp till 4K-upplösning utan att behöva ladda ner eller uppdatera spel.
Andra stora aktörer som har investerat i cloud gaming inkluderar NVIDIA med sin plattform GeForce Now, Microsoft med Xbox Cloud Gaming och Sony med sin PlayStation Now-tjänst. Dessa plattformar har fortsatt att driva innovation inom området och gjort cloud gaming tillgängligt för en bredare publik.

## Teknologiska krav
För att cloud gaming ska fungera smidigt krävs en snabb och stabil internetuppkoppling med låg latens. Rekommenderade specifikationer varierar beroende på plattform, men en uppkoppling på minst 10 Mbps är ofta ett minimikrav för att kunna spela i 720p-upplösning. För högre upplösningar som 4K kan en uppkoppling på 35 Mbps eller mer vara nödvändig. Spelplattformarnas servrar använder avancerad teknik för att komprimera och strömma grafikdata samtidigt som de bearbetar spelarens kommandon i realtid.
Ofta är detta inget problem i Sverige, där internetuppkopplingar ofta har hastigheter på minst 10 Mbps och låg latens. Tillförlitligheten och stabiliteten i svenska nätverk gör att många casual-spelare inte märker av några förseningar eller kvalitetsproblem vid cloud gaming.

### Open source-alternativ för streaming
Förutom kommersiella plattformar för cloud gaming finns det även open source-lösningar som möjliggör spelstreaming från användarens egna dator. Ett av de mest populära alternativen är Sunshine, en servermjukvara som installeras på spelarens kraftfulla dator. Sunshine kan arbeta tillsammans med klientmjukvaran Moonlight, som används för att strömma spelet till en annan enhet, exempelvis en bärbar dator, surfplatta eller smart-TV.
Dessa lösningar bygger på att användaren redan äger de spel och den hårdvara som krävs för att köra spelen lokalt, men gör det möjligt att spela på distans via lokala nätverk eller internet. Fördelen med open source-alternativ är att de ofta erbjuder hög flexibilitet, inga prenumerationsavgifter och stöd för anpassningar.

## Framtid och utmaningar
Cloud gaming anses vara en lovande framtidsteknik som kan demokratisera tillgången till avancerade datorspel. Genom att ta bort behovet av dyr hårdvara kan fler spelare nås. Dock finns det fortfarande utmaningar att övervinna, såsom begränsad tillgång till snabb internetuppkoppling i vissa regioner, latensproblem och höga kostnader för servrar och datacenter.
Cloud gaming har redan börjat etablera sig som en ny standard för spelindustrin, och med fortsatt teknologisk utveckling kan det komma att bli ett naturligt val för många spelare i framtiden. 
Microsoft planerar att inte lansera sin nästa konsol i Europa, utan istället fokusera på Cloud gaming.